# Wyspy Trobrianda

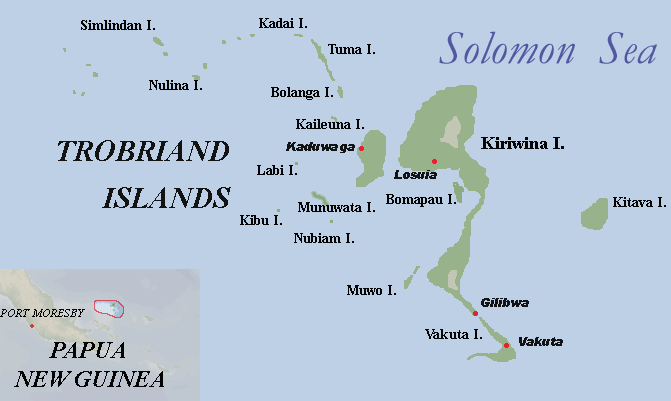
Wyspy Trobrianda

Wyspy Trobrianda (Wyspy Trobriandzkie, Trobriandy, nazwa miejscowa: Wyspy Kiriwina) – archipelag kilkunastu wysp i wysepek koralowych o powierzchni 440,3 km² położony na Morzu Salomona na wschód od Nowej Gwinei, należą do państwa Papua-Nowa Gwinea. Wyspy są obecnie zagrożonym ekosystemem tropikalnych lasów deszczowych.

## Geografia
Archipelag składa się z kilku wysp i mniejszych wysepek, z których najważniejsze to:
- Kiriwina (Boyowa) – pow. 290,5 km²; dł. 45 km; szer. 3–16 km; wys. 30 m n.p.m.; ~12 tys. mieszkańców; współrzędne 8°40′S 150°55′E/-8,666667 150,916667
- Kaileuna – współrzędne 8°31′40″S 150°56′50″E/-8,527778 150,947222
- Vakuta
- Kitava
- Tuma

## Historia
Wyspy dla Europy odkryte zostały w roku 1793 w czasie podróży Antoine’a Bruni d’Entrecasteaux i nazwane na cześć jednego z uczestników ekspedycji – pierwszego oficera, Denisa de Trobriand.

## Ludność
W 1993 roku archipelag zamieszkiwało około 25 tys. autochtonów (Trobriandczyków, nazwa własna: Kiriwina lub Kiliwina). Jest to lud melanezyjski, posługujący się językiem kiriwina z grupy austronezyjskiej. Struktura społeczna opiera się na rodach matrylinearnych. Współcześnie Trobriandczycy są chrześcijanami, głównie protestantami.
Obyczaje mieszkańców Wysp Trobrianda były przedmiotem badań Bronisława Malinowskiego. Ich plonem były m.in. prace: Argonauci zachodniego Pacyfiku (zawierająca opis rytuału kula), Życie seksualne dzikich w północno-zachodniej Melanezji oraz Zwyczaj i zbrodnia w społeczności dzikich. Dzięki pracom Malinowskiego Trobriandczycy należą obecnie do najlepiej poznanych kultur Melanezji.